# 渡辺和雄
渡辺 和雄（わたなべ かずお、1937年 - 1994年4月14日）は、翻訳家。
東京麻布生まれ。渡辺照宏、河野与一に師事してギリシア語など各国語を学ぶ。株式会社文流洋書部長。1983年『イソップ寓話集』で日本翻訳文化賞受賞。

## 翻訳
- ヒルデガルド・ボース作絵『12までかぞえましょう』藤原一生文 小学館 ピクシー絵本 1975
- ヨルゲン・クレヴィン作・絵『いたずらっこだあれ』福島のり子文 小学館 ピクシー絵本 1975
- エバ・ヴェンツェル=ブュルガー作絵『いやだいやだ』井上明子文 小学館 ピクシー絵本 1975
- ヤン・レーフ作絵『おうさまとドラゴン』わだ・よしおみ文 小学館 ピクシー絵本　1975
- アンナ=カリン・ウレリウス作 バルボ・ホルムベルグ絵『おおきなおにいちゃん』那須田稔文 小学館 ピクシー絵本 1975
- ヨルゲン・クレヴィン作・絵『おさるのペンキやさん』上崎美恵子文 小学館 ピクシー絵本 1975
- カイ・ベックマン作絵『おじいさんといっしょ』藤原一生文 小学館 ピクシー絵本　1975
- A.M.コンスタンツ『おそうじだいすき』井上明子文 小学館 ピクシー絵本 1975
- ベンテ・フリトヒオフ作 グンナー・アントン・ヴィレ絵『きいろちゃんとみどりちゃん』井上明子文 小学館 ピクシー絵本 1975
- 『こぐまちゃんのえんそく』井上明子文 小学館 ピクシー絵本 1975
- 『こじかちゃん』井上明子文 小学館 ピクシー絵本 1975
- グン・ビョルク作 イングヴァール・ビョルク絵『こねこのトルンテ』わだ・よしおみ文 小学館 ピクシー絵本 1975
- ゴッドフリー・リン作 エリザベート・ウェブ絵『そらをとんだめんどりさん』藤原一生文 小学館 ピクシー絵本 1975
- ヨルゲン・クレヴィン作・絵『ぞうのパンやさん』上崎美恵子文 小学館 ピクシー絵本 1975
- ヨルゲン・クレヴィン作・絵『たのしいかいすいよく』福島のり子文 小学館 ピクシー絵本 1975
- マベル・ヴァッツ作 イルマ・ヴィルデ絵『ちいさなきつね』那須田稔文 小学館 ピクシー絵本 1975
- ヨルゲン・クレヴィン作・絵『ねずみのおまわりさん』福島のり子文 小学館 ピクシー絵本 1975
- ヘレン・ウィング作 イルマ・ヴィルデ絵『バスにのってかいものに』わだ・よしおみ文 小学館 ピクシー絵本 1975
- A.M.コンスタント作絵『ひとりぼっちのおとこのこ』那須田稔文 小学館 ピクシー絵本 1975
- T.V.スタジオ・デュプイ製作「ピリーの絵本」全6巻　筒井敬介共訳 小学館 1975
- グレタ・ヤヌス・ヘルツ作 インガ・クリステンセン絵『へんですよへんですね』井上明子文 小学館 ピクシー絵本 1975
- グレタ・ヤヌス・ヘルツ作 イベン・クランテ絵『ぼくのおもちゃばこ』上崎美恵子文 小学館 ピクシー絵本 1975
- ヨルゲン・クレヴィン作・絵『ぼくのおよめさんてどんなひと』上崎美恵子文 小学館 ピクシー絵本 1975
- ヘレン・ウィング作 イルマ・ヴィルデ絵『もりのパーティー』井上明子文 小学館 1975 ピクシー絵本
- ヨルゲン・クレヴィン作・絵『やさしいゆうびんやさん』上崎美恵子文 小学館 ピクシー絵本 1975
- コッロディ原作『少年少女世界文学全集 国際版 第1巻 ピノッキオの冒険』セルジョ絵 小沢正文 小学館 1976
- 『レオナルド・ダ・ビンチの動物童話』ブルーノ・ナルディーニ編 アドリアーナ・S.マッツア絵 西村暢夫共訳 小学館 1976
- カンディド・ロペス『スペイン料理名作選』丹羽千賀子共訳 柴田書店 1977
- ウォレス原作 アルチール絵『少年少女世界文学全集 国際版 第14巻 ベン・ハー』須知徳平文 小学館 1978
- マリア・G.アリベルディ編 アドリアーナ・S.マッツァ絵『動物たちの愛の物語』今泉吉晴文 小学館 1978
- P.ハックス作 W.シュメーグナー画『ダンスパーティーへいったくま』小学館 1979
- K.ブランドリ,B.シュタウファー作 H.アルテンブルガー画『やさしい犬どろぼうのお話』小学館 1979
- レオン・バッティスタ・アルベルティ作 ブルーノ・ナルディーニ編 アドリアーナ・S.マッツァ絵『新イソップ寓話集 アルベルティの寓話』筒井敬介文 小学館 1980
- H.マンツ作 W.ホフマン画『くるまずきのコンラート』小学館 1981
- レイ・ゴッセンス『ムスティおはなし絵本』上崎美恵子文 小学館 1981
- 『イソップ寓話集』全2巻 小学館 1982
- G.ヘルツ作 エーベルハルト,エルフリーデ画『ちびっこぞうのカルロ』小学館 1983